# Cantonul Châtellerault-Nord
Cantonul Châtellerault-Nord este un canton din arondismentul Châtellerault, departamentul Vienne, regiunea Poitou-Charentes, Franța.

## Comune
| Comune        | Populație (1999) | Cod poștal | Cod INSEE |
| ------------- | ---------------- | ---------- | --------- |
| Châtellerault | 14.848 (1)       | 86100      | 86066     |
| Saint-Sauveur | 1.055            | 86100      | 86245     |